# Andrej Andrejevitj Markov
Andrej Andrejevitj Markov (ryska: Андре́й Андре́евич Ма́рков), född 14 juni 1856, död 20 juli 1922, var en rysk matematiker verksam i Sankt Petersburg. Han är mest känd för sitt arbete inom stokastiska processer. Hans arbete blev senare känt som Markovkedjor.
Tillsammans med sin yngre bror, Vladimir Andrejevitj Markov (1871–1897), bevisade han Markovs olikhet. Även Markovs son (Andrej Andrejevitj Markov d.y., 1903–1979) är en uppmärksammad matematiker som bidragit till bland annat teorin kring rekursiva funktioner.

## Biografi
Andrej Andrejevitj Markov föddes i Rjazan. Hans föräldrar var Andrej Grigorjevitj Markov och dennes första fru, Nadezjda Petrovna Markova. I början av 1860-talet flyttade Andrej Grigorjevitj till Sankt Petersburg för att bli kapitalförvaltare åt prinsessan Jekaterina Aleksandrovna Valvatieva.
År 1866 började Markov skolan och redan under den tidiga skolgången blev han engagerad i matematik på högre nivå. Som 17-åring informerade han Viktor Bunjakovskij, Korkin och Jegor Ivanovitj Zolotarjov om en till synes ny metod för att lösa linjära ordinära differential ekvationer. Detta ledde till att han blev inbjuden till de så kallade "Korkinlördagarna", där Korkins studenter regelbundet träffades. 1874 gick han ur skolan och började studera vid fysik- och matematik-fakulteten vid Sankt Petersburgs universitet.
Vid universitetet undervisades han av bland andra Julijan Sochotski (differentialkalkyl, algebra), Konstantin Posse (analytisk geometri), Jegor Zolotarjov (integralkalkyl), Pafnutij Tjebysjov (talteori, sannolikhetslära), Aleksandr Korkin (ordinära och partiella differentialekvationer), Michail Okatov (mekanik), Osip Somov (mekanik) och Nikolaj Budajev (högre geometri).
I april 1880 försvarade han sin masteruppsats "Om binära kvadratiska former med positiv determinant", vilken stöddes av Aleksandr Korkin och Jegor Zolotarjov.
Fem år senare, i januari 1885, följde hans doktorsavhandling "Om några tillämpningar av kontinuerliga algebraiska bråk".
Från 1880 till 1905 undervisade han i differential- och integralkalkyl, sannolikhetslära och differenskalkyl.
År 1886, ett år efter att han försvarat sin doktorsavhandling blev han utnämnd till tillförordnad professor. 1894 blev han befordrad till ordinarie professor vid St Petersburgs universitet. Elva år senare, 1905, gick han i pension. Han fortsatte dock att undervisa inom differenskalkyl fram till sin död 1922.

## Företeelser uppkallade efter Markov
- Gauss-Markovvillkoren, att estimeringsfelen har väntevärde 0, ändlig varians och är okorrelerade[1]
  - Gauss–Markovs sats, att minstakvadratmetoden ger den linjär väntevärdesriktiga estimatorn med minst varians om Gauss-Markov-villkoren gäller[2]
- Markovegenskapen, att utvecklingen av en stokastisk process bara beror på dess nuvarande tillstånd[3]
- Markovmodell, en typ av stokastisk process som uppfyller Markovegenskapen 
  - Markovkedja, som är tidsdiskret[4]
  - Markovprocess, som är tidskontinuerlig[5]